# Iván Fiodorov
Iván Yevgráfovich Fiodorov (en ruso: Иван Евграфович Фёдоров; en ucraniano: Іван Євграфович Федоров; Járkov, 10 de febrero de 1914 - Moscú, 12 de febrero de 2011) fue un piloto soviético ucraniano que fue as en la guerra civil española y luego de la Segunda Guerra Mundial, distinguido con el título de Héroe de la Unión Soviética.

## Biografía
Fiodorov nació en la familia de un trabajador de almacén, cuyo lugar de residencia era Kámensk-Shájtinski. Estudió en un instituto de Donetsk y luego trabajó en una fábrica de locomotoras de vapor en Lugansk. Practicó el vuelo sin motor a una edad muy temprana en el club de vuelo de Lugansk en la República Socialista Soviética de Ucrania, antes de unirse al Ejército Rojo en 1932. Al año siguiente obtuvo la licencia de piloto en la Escuela Superior de la Fuerza Aérea de Lugansk.

### Guerra civil española
Iván Fiodorov se ofreció como voluntario para luchar en las filas de la Fuerza Aérea Republicana durante la guerra civil española, alcanzando el rango de teniente. De mayo de 1937 a enero de 1938, participó en 36 combates aéreos durante 286 misiones, obteniendo, en los cazas Polikarpov I-15 e I-16, 24 victorias certificadas (11 individuales y 13 en cooperación). Fiodorov fue uno de los cinco oficiales soviéticos en recibir la más alta condecoración republicana española, la placa laureada de Madrid.
En 1940, decidió seguir una carrera como piloto de pruebas. Con esto en mente, asistió a la mejor escuela de entrenamiento de vuelo de la Unión Soviética, el Centro de Entrenamiento de Lípetsk.

### Segunda Guerra Mundial
Desde noviembre de 1940, Fiedorov estuvo en misión gubernamental en China, en la ciudad de Urumqi, donde fue piloto de pruebas y jefe de la estación de pruebas de vuelo de la planta donde se ensamblaban los cazas I-16 para la Fuerza Aérea China.
En junio de 1941, la invasión alemana de la Unión Soviética hizo que Fiodorov regresara al servicio de la Fuerza Aérea Soviética. Asumió el mando del 157 Regimiento de cazas aéreos, luego se convirtió en comandante adjunto del 269 División de cazas aéreos. El total de sus éxitos durante este conflicto es tema de debate, aunque la mayoría de los historiadores sugieren un mínimo de 17 victorias certificadas. Según los historiadores soviéticos contemporáneos, logró 17 victorias certificadas durante 120 misiones y 20 combates aéreos, entre 1942 y 1945. La enciclopedia rusa Aeronavegación y Astronáutica (en su edición de 1994) le atribuye el siguiente total, para las dos guerras, de 96 victorias certificadas, incluidos 49 victorias aéreas individuales y 47 compartidas, a los que habría que añadir 30 aviones adicionales destruidos en tierra. Y estas son las cifras que, por el momento, se mantienen.

### Posguerra
Después de la guerra, permaneció en la Fuerza Aérea como piloto de pruebas. El 26 de diciembre de 1948, fue el primer piloto de pruebas soviético en superar la velocidad del sonido, Mach 1, volando un Lavochkin La-176 durante un descenso desde aproximadamente 9.050 metros a aproximadamente 6.000 metros. Se retiró el 2 de marzo de 1954 con el grado de coronel; en total, durante su larga carrera, voló 297 tipos diferentes de aviones. 
Iván Fiodorov trabajó entonces para la revista Asuntos Internacionales (en ruso: Международная жизнь) y, desde 1956, para el Ministerio de Asuntos Exteriores. De 1960 a 1963 estuvo destinado en la embajada soviética en Túnez, luego volvió a trabajar en el ministerio en Moscú hasta 1974.
Murió el 12 de febrero de 2011 en Moscú, poco antes de 97 cumpleaños, y está enterrado en el cementerio de la aldea de Alabino Naro, distrito de Naro-Fominsk (óblast de Moscú).

## Homenajes

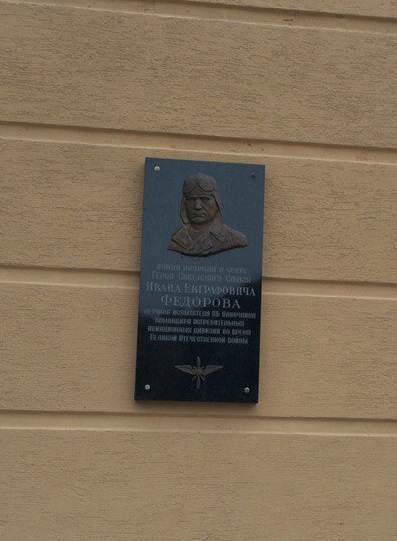
Placa conmemorativa de Iván Fiodorov en Jimki

En 2007 se le dedicó un documental del cineasta ruso Mijaíl Maslennikov. También se convirtió en el prototipo del personaje principal del libro de Antón Krotkov, Batallón Penal Aéreo.
Hay una placa conmemorativa y un calle con su nombre en Jimki, óblast de Moscú. En el parque de la Victoria de Kámensk-Shájtinski se instaló una placa conmemorativa en honor al héroe.

## Premios
- Héroe de la Unión Soviética (5 de marzo de 1948).
- Orden de Honor.
- Orden de Lenin.
- Cuatro veces órdenes de la Bandera Roja.
- Orden de Alejandro Nevski
- Cuatro órdenes de la Guerra Patria.
- Dos órdenes de la Estrella Roja.[4]
- Medalla por la Defensa de Leningrado.
- Medalla por la Defensa de Moscú.